# 離心開關
離心開關（英語：centrifugal switch）是一種利用離心力啟閉的開關，常應用於電動機的軸上。此種開關的啟閉受軸的轉速控制。

## 歷史
1927年5月31日，羅伊爾·李（Royal Lee）取得了離心開關的專利（US Patent #1,630,394）。這項專利成為了李工程公司（Lee Engineering Company）的成立基礎。

## 應用

### 電動機
離心開關最常見的應用場景或許是分相式單相感應電動機。分相式電動機在達到預設轉速後，會以離心開關斷開啟動繞組的電源供給。